# Housset
Housset település Franciaországban, Aisne megyében. Lakosainak száma 169 fő (2022. január 1.). Housset Châtillon-lès-Sons, Chevennes, Monceau-le-Neuf-et-Faucouzy, La Neuville-Housset, Sains-Richaumont, Sons-et-Ronchères és Le Hérie-la-Viéville községekkel határos.

## Népesség
A település népességének változása:
| Lakosok száma | 262  | 172  | 165  | 180  | 171  | 159  | 149  | 160  | 165  | 169  |
|               | 1968 | 1982 | 1990 | 2006 | 2011 | 2016 | 2017 | 2019 | 2020 | 2022 |